# Leukemi
Leukemi, av klassisk grekiska λευκός, leukós, "vit", och αἷμα haima "blod", är en grupp av cancer som oftast har sitt ursprung i benmärgen och leder till ett högt antal abnorma blodceller, oftast vita blodkroppar. Dessa vita blodceller är inte fullt utvecklade och kallas för blaster, blastceller eller leukemiceller. Symptomen kan orsaka ökat antal blödningar eller många blåmärken, stark trötthet, feber och en ökad infektionsbenägenhet. Dessa symptom orsakas till följd av brist på friska blodceller. Diagnos sker oftast via blodprov och benmärgsbiopsi.
Då leukemi blivit ett inarbetat begrepp har man fortsatt att använda termen även sedan man upptäckte blodcancer som inte drabbar vita blodkroppar. Leukemi som bildar röda blodkroppar är sällsynt, medan personer med Downs syndrom har 500 gånger ökad risk att drabbas av leukemi som producerar blodplättar. 

## Beskrivning
Någon exakt orsak till leukemi är inte känd; en kombination av miljö och arvsfaktorer tros spela roll. Riskfaktorer är bland andra rökning, joniserande strålning, vissa kemikalier (som bensen), tidigare cellgiftsbehandling och Downs syndrom. De med släktingar som haft leukemi har också ökad risk. Fyra huvudtyper av leukemi finns: akut lymfoblastisk leukemi (ALL), akut myeloisk leukemi (AML), kronisk lymfatiskt leukemi (CLL) och kronisk myeloisk leukemi (CML), men det finns även ett antal mindre vanliga typer. Leukemi är en del av en bredare grupp av neoplasier som påverkar blod, benmärg, och det lymfatiska systemet, som faller inom gruppen "tumörer av de hematopoetiska och lymfatiska vävnaderna".
Behandling är bland annat olika kombinationer av cellgiftsbehandling, strålbehandling, målriktad cancerterapi, och benmärgstransplanation. Vissa typer av leukemi kan även övervakas med aktiv exspektans. Blod- och blodplätts-transfusion samt  smärtbehandling kan behövas. Palliativ vård kan även användas både tillsammans med andra åtgärder och på egen hand för att hantera sjukdomen. Huruvida behandlingen är framgångsrik eller inte beror på vilken typ av leukemi och på personens ålder. Utfallet av leukemi har förbättrats i I-länder. I genomsnitt överlever 57% av de som drabbas i minst 5 år i USA. Bland barn under 15 års ålder, är fem-årsöverlevnaden över 60 till 85%, beroende på vilken typ av leukemi det handlar om. Bland de med akut leukemi som är cancer-fria efter fem års tid så är det osannolikt att cancern återvänder. 
Under 2012 fick 352000 människor över världen leukemi — vilket orsakade 265000 dödsfall. Leukemi är den vanligaste cancertypen hos barn, och tre fjärdedelar av barnleukemierna än av typen ALL. 90% av alla leukemier diagnosticeras dock bland vuxna, och AML och CLL är där de vanligaste typerna. Leukemi förekommer vanligare i industriländer än i utvecklingsländer. Namnet leukemi kommer från grekiskan och betyder vitt blod.

## Typer
Det finns två olika leukemier: myeloid och lymfatisk. En akut leukemi uppstår från omogna celler och utvecklar sig under loppet av veckor, medan en kronisk leukemi har ett långsamt förlopp som kan fortskrida under flera år utan att kräva behandling. En kronisk leukemi kan däremot plötsligt efter flera år övergå till en elakartad form som benämns blastkris som kräver snabb behandling. En akut eller kronisk leukemi kan antingen bestå av tumörceller med lymfatiskt ursprung eller myelogent ursprung.
Det finns fyra huvudtyper av leukemier.
- Akut lymfatisk leukemi (ALL)
- Akut myeloisk leukemi (AML)
- Kronisk lymfatisk leukemi (CLL)
- Kronisk myeloisk leukemi (CML)

Hos vuxna är AML och CLL vanligast, medan ALL är vanligast hos barn.
Hårcellsleukemi (HCL) är en typ av Kronisk lymfatisk leukemi.

## Symptom
Skador på benmärgen resulterar i brist på blodplättar (trombocyter), vilka deltar i bland annat sårläkning. Detta gör att människor med leukemi kan få blåmärken och svårläkta sår. Dessutom är anemi vanligt bland leukemipatienter eftersom benmärgens produktion av röda blodkroppar är störd, vilket kan leda till andfåddhet. Brist på vita blodkroppar är även förekommande (leukopeni) vilket leder till infektionskänslighet. Ben- eller ledsmärtor kan uppstå. 
Vid många leukemier är mjälte och lever förstorade. Förstorade lymfkörtlar är det främsta kliniska tecknet för leukemi.

## Behandling
Leukemi behandlas med flera olika cellgifter och strålning. Ofta ges även glukokortikoider för att dämpa inflammation som kan uppstå vid behandling. Förebyggande behandling mot hjärnmetastaser är även vanligt. I vissa fall är allogen transplantation av benmärg nödvändigt för att bota sjukdomen.